# Lithocarpus suffruticosus
Lithocarpus suffruticosus är en bokväxtart som först beskrevs av Henry Nicholas Ridley, och fick sitt nu gällande namn av Engkik Soepadmo. Lithocarpus suffruticosus ingår i släktet Lithocarpus och familjen bokväxter. Inga underarter finns listade.